# Akkaia polygoni
Akkaia polygoni är en insektsart. Akkaia polygoni ingår i släktet Akkaia och familjen långrörsbladlöss. Inga underarter finns listade i Catalogue of Life.